# Papyrus Autor
Papyrus (zwischen 2008 und 2024 Papyrus Autor) ist ein Schreibprogramm für Schriftsteller und gleichzeitig ein Office-Paket (daher vormals auch Papyrus Office) der Berliner Firma R.O.M. Logicware GmbH. Das Programm wird heute für Windows und macOS angeboten und weiterentwickelt. Mittels Wine ist sie auch unter Linux lauffähig. In der Vergangenheit wurde sie auch für Atari-TOS (seit 1992) und OS/2 (seit 1995) angeboten. Es verwendet die Dateiendung .pap.
Papyrus enthält das früher selbständige Papyrus Office und richtet sich an Schriftsteller und Schreiber von „Texten besonderer Wichtigkeit“ wie z. B. Diplomarbeiten, da es eine Steigerung der Stilqualität und Lesbarkeit sowie der Übersichtlichkeit von Texten anstrebt. So integriert es den Duden-Korrektor der Brockhaus-Duden Neue Medien GmbH und verbessert dessen Fehlerbeschreibungen. Der Thesaurus kombiniert den Duden-Korrektor mit dem OpenThesaurus und bietet daher eine große Fülle an Synonymen. Weiter enthält das Programm eine Stilanalyse auf Basis von Empfehlungen des Bestsellerautors Andreas Eschbach. Sie markiert doppelte Wörter (Dubletten), überlange Sätze, Füllwörter, zu häufige Adjektive, Floskeln und andere Stilschwächen.
Ein weiteres Element verspricht eine bessere Übersicht aller Kapitel eines längeren Dokuments. Der Navigator zeigt Länge, Status, die Häufigkeit auftretender Figuren und weitere Daten. Kommentare sind hier ebenso möglich wie im Text selbst, per Klemmbrett oder Notizklebezettel.
Die Basisversion Papyrus Office (letzte Version 17.10 vom 2. September 2012, danach in Papyrus Autor aufgegangen) ist eine Kombination von Textverarbeitung, Tabellenkalkulation und Datenbank. Sie enthält auch Desktop-Publishing-Funktionalitäten. Von Version 12.5x an kann Papyrus auch PDF-Dateien erzeugen – entweder eine reine PDF-Datei oder ein Hybrid, das neben der Anzeige in herkömmlichen PDF-Anzeigeprogrammen ein Editieren mit Papyrus gestattet.
Die Menüs der Benutzeroberfläche weichen etwas vom gewohnten Schema ab, lassen sich aber auf Wunsch an die in Microsoft Office übliche Strukturierung anpassen.
Eine kostenlose eingeschränkte Version von Papyrus Office wurde in den frühen 2000er Jahren gelegentlich als Beilage zu Computerzeitschriften unter dem Namen Papyrus Works veröffentlicht.
Die aktuelle Version gibt es als Pro-Version und als Business Version.